# Neckera hawaiico-pennata
Neckera hawaiico-pennata är en bladmossart som beskrevs av C. Müller 1896. Neckera hawaiico-pennata ingår i släktet fjädermossor, och familjen Neckeraceae. Inga underarter finns listade i Catalogue of Life.